# Chieming
Chieming là một đô thị ở huyện Traunstein bang Bayern, Đức.